# Masashi Oguro
Masashi Oguro (Osaka, Japão, 4 de maio de 1980) é um futebolista profissional japonês, que atua como atacante. Também atuou pela Seleção Japonesa nos anos 2000. Atualmente joga pelo Tochigi S.C..

## Carreira

### Gamba Osaka
Masashi Oguro se profissionalizou no Gamba Osaka, em 1995.

## Seleção
Masashi Oguro integrou a Seleção Japonesa de Futebol na Copa das Confederações FIFA de 2005.

## Gols pela Seleção
| #  | Data                   | Local               | Adversário      | Placar | Resultado | Competição                                   |
| -- | ---------------------- | ------------------- | --------------- | ------ | --------- | -------------------------------------------- |
| 1. | 9 de Fevereiro de 2005 | Saitama, Japão      | Coreia do Norte | 2-1    | Vitória   | Eliminatórias Copa do Mundo 2006             |
| 2. | 8 de Junho de 2005     | Bangkok, Tailândia  | Coreia do Norte | 2-0    | Vitória   | Eliminatórias Copa do Mundo 2006             |
| 3. | 19 de Junho de 2005    | Frankfurt, Alemanha | Grécia          | 1-0    | Vitória   | Copa das Confederações 2005 - Fase de Grupos |
| 4. | 22 de Junho de 2005    | Cologne, Alemanha   | Brasil          | 2-2    | Empate    | Copa das Confederações 2005 - Fase de Grupos |
| 5. | 17 de Agosto de 2005   | Yokohama, Japão     | Irã             | 2-1    | Vitória   | Eliminatórias Copa do Mundo 2006             |

## Carreira em Clubes
Última atualização: 26 de Agosto de 2009
| Temporada | Time              | País   | Divisão | Partidas | Gols |
| --------- | ----------------- | ------ | ------- | -------- | ---- |
| 1999      | Gamba Osaka       | Japão  | 1       | 11       | 0    |
| 2000      | Gamba Osaka       | Japão  | 1       | 7        | 1    |
| 2001      | Consadole Sapporo | Japão  | 1       | 4        | 0    |
| 2002      | Gamba Osaka       | Japão  | 1       | 6        | 1    |
| 2003      | Gamba Osaka       | Japão  | 1       | 26       | 10   |
| 2004      | Gamba Osaka       | Japão  | 1       | 30       | 20   |
| 2005      | Gamba Osaka       | Japão  | 1       | 31       | 16   |
| 05/06     | Grenoble          | França | 2       | 29       | 15   |
| 06/07     | Grenoble          | França | 2       | 24       | 9    |
| 06/07     | Torino            | Itália | 1       | 22       | 5    |
| 07/08     | Torino            | Itália | 1       | 30       | 14   |
| 2008      | Tokyo Verdy       | Japão  | 1       | 14       | 2    |
| 2009      | Tokyo Verdy       | Japão  | 2       | ?        | ?    |